# Acinda Panguana
Acinda Helena Panguana (Maputo, 27 febbraio 1994) è una pugile mozambicana.
Ha partecipato ai Giochi di Tokyo 2020, gareggiando nella categoria dei Pesi welter.